# Rémy Arnod-Prin
Rémy Arnod-Prin, né le 1er mars 1926 à Praz-sur-Arly et mort le 23 février 2020 à Megève), est un skieur alpin handisport français.

## Carrière
Rémy Arnod-Prin est double médaillé de bronze aux Jeux paralympiques d'hiver de 1976 à Örnsköldsvik, terminant troisième du combiné spécial et géant ainsi que du slalom géant dans la catégorie II (debout, amputation à un seul membre inférieur, au-dessous du genou). Il est aussi médaillé de bronze en slalom géant aux Jeux paralympiques d'hiver de 1980 à Geilo, dans la catégorie 2A (debout, amputation à un seul membre inférieur, au-dessous du genou).